# Elmo Williams

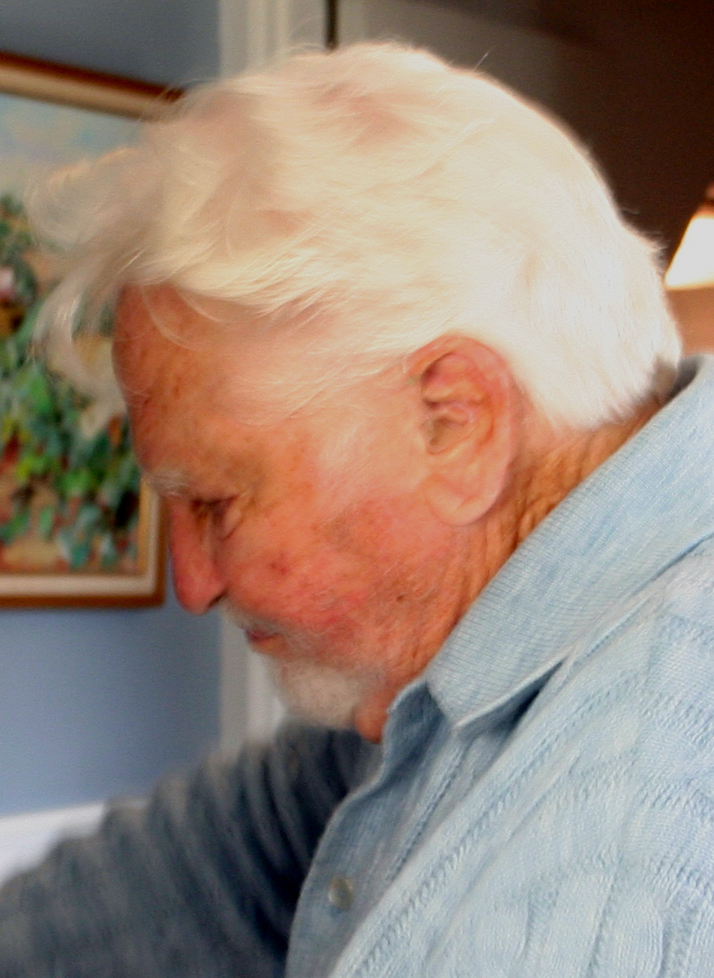
Elmo Williams

James Elmo Williams (* 30. April 1913 in Lone Wolf, Oklahoma; † 25. November 2015 in Brookings, Oregon) war ein US-amerikanischer Filmeditor, Filmproduzent und Filmregisseur.

## Leben
Elmo Williams wuchs in einem 500 Einwohner zählenden Ort in Kiowa County auf und war bereits im Alter von 16 Jahren Vollwaise. Er besuchte Schulen in Oklahoma und New Mexico, bevor er nach Los Angeles zog. 1933 lernte er den Filmeditor Merrill G. White kennen, der ihn zu seinem persönlichen Assistenten machte und nach England mitnahm. Mit der Unterstützung Whites wurde Williams rasch ein anerkannter Editor, der vor allem für RKO Pictures arbeitete. Nach sechs Jahren (1939) kehrte Williams in die USA zurück und wurde ausgemustert, so dass er nicht wie viele andere US-Bürger im Zweiten Weltkrieg kämpfen musste.
Bis Ende der 1950er Jahre war Williams für den Schnitt von 23 Spielfilmen verantwortlich und fand hierfür breite Anerkennung. 1952 gewannen er und Harry W. Gerstad den Oscar in der Kategorie Bester Schnitt für ihre Arbeit am Westernklassiker Zwölf Uhr mittags. Zwei Jahre später erhielt Williams für 20.000 Meilen unter dem Meer eine weitere Oscar-Nominierung für den Besten Schnitt. Danach verlagerte sich Williams’ Schaffen auf das Produzieren und Regieführen. So begann er 1962 als Second-Unit-Regisseur an Der längste Tag und war 1970 Produzent von Tora! Tora! Tora!.
1990 erhielt er für sein Lebenswerk den Career Achievement Award der American Cinema Editors. Er war von 1940 bis zu ihrem Tod im Jahr 2004 mit der Autorin Lorraine Williams verheiratet. Das Paar adoptierte drei Kinder.
Elmo Williams starb am 25. November 2015 im Alter von 102 Jahren in Brookings, Oregon.

## Filmografie (Auswahl)

### Als Editor
- 1938: Sixty Glorious Years – Schnittaufsicht
- 1939: Nurse Edith Cavell
- 1940: Irene
- 1941: Sunny
- 1943: Auf ewig und drei Tage (Forever and a Day)
- 1947: Design for Death
- 1948: Die Glocken von Coaltown (The Miracle of the Bells)
- 1952: Zwölf Uhr mittags (High Noon)
- 1952: Das Tor zur Hölle (Hellgate)
- 1954: 20.000 Meilen unter dem Meer (20,000 Leagues Under the Sea)
- 1958: Die Wikinger (The Vikings)

### Als Produzent
- 1970: Tora! Tora! Tora!
- 1978: Der Herr der Karawane (Caravans)
- 1983: Herzen in Aufruhr (Man, Woman and Child)

### Als Regisseur
- 1953: Der lange Texaner (The Tall Texan)
- 1954: Das Lied der Prärie (The Cowboy)